# Transport ferroviaire en Allemagne
Plan
Cet article décrit le réseau ferroviaire d'Allemagne ainsi que les principaux acteurs impliqués dans l'exploitation et la gestion de ce réseau. L'Allemagne étant un membre de l'Union internationale des chemins de fer, avec l'un des réseaux ferroviaires nationaux les plus efficaces en Europe[réf. nécessaire]. 

## Réseau ferroviaire principal

Panorama 360° de rails en Allemagne.
Voir cette photo dans un panorama virtuel.

Le réseau géré par la DB compte 40 826 km de lignes (chiffre 2020), dont au moins 19 857 km électrifiés (courant alternatif 15 kV 16 2/3 Hz) et 18 201 km à double voie. La densité ferroviaire est plus de deux fois supérieure à celle de la France. 
Le réseau allemand est ouvert à la concurrence des entreprises ferroviaires disposant d'une licence européenne depuis 1994.
Le gestionnaire du réseau principal est DB Netz, filiale à 100 % de la Deutsche Bahn AG. Il existe en outre environ 280 réseaux secondaires privés, qui représentent globalement environ 3 000 km de lignes. Les 5 400 gares ferroviaires allemandes sont départagées selon leur taille en sept catégories.
Les trains circulent sur la voie de droite.

## Entreprises ferroviaires
La plus importante entreprise ferroviaire allemande est la Deutsche Bahn (DB) qui a le statut d'une société anonyme (DBAG) depuis 1994. Son capital est détenu par l'État fédéral allemand.

## Métros
Villes dotées d'un réseau de métro
- Berlin (deux réseaux gérés séparément : « S-Bahn »  et « U-Bahn »)
- Bielefeld (Stadtbahn)
- Bochum/Essen
- Bonn (Stadtbahn)
- Brême (Stadtbahn)
- Cologne (Stadtbahn)
- Dortmund
- Düsseldorf
- Francfort-sur-le-Main (U-Bahn)
- Hambourg (S-Bahn et U-Bahn)
- Hanovre (Stadtbahn)
- Munich (S-Bahn et U-Bahn)
- Nuremberg (S-Bahn et U-Bahn)
- Stuttgart (Stadtbahn)

## Tramways
Villes dotées d'un réseau de tramway :
- Augsbourg
- Bad Schandau, Berlin, Bielefeld, Bochum, Bonn, Brunswick, Brême
- Chemnitz, Cottbus
- Darmstadt, Dessau-Roßlau, Dortmund, Dresde, Duisbourg, Düsseldorf
- Erfurt, Essen
- Francfort-sur-le-Main, Francfort-sur-l'Oder, Fribourg-en-Brisgau
- Gelsenkirchen, Gera, Görlitz, Gotha
- Halberstadt, Halle, Hanovre, Heidelberg, Heilbronn
- Iéna
- Karlsruhe, Cassel, Cologne, Krefeld
- Leipzig, Ludwigshafen
- Magdebourg, Mayence, Mannheim, Munich, Mülheim
- Naumburg, Nordhausen, Nuremberg
- Oberhausen
- Plauen, Potsdam
- Rostock, Rüdersdorf
- Sarrebruck, Schöneiche, Schwerin, Strausberg, Stuttgart
- Ulm
- Woltersdorf, Wuppertal, Wurtzbourg
- Zwickau

## Actualités

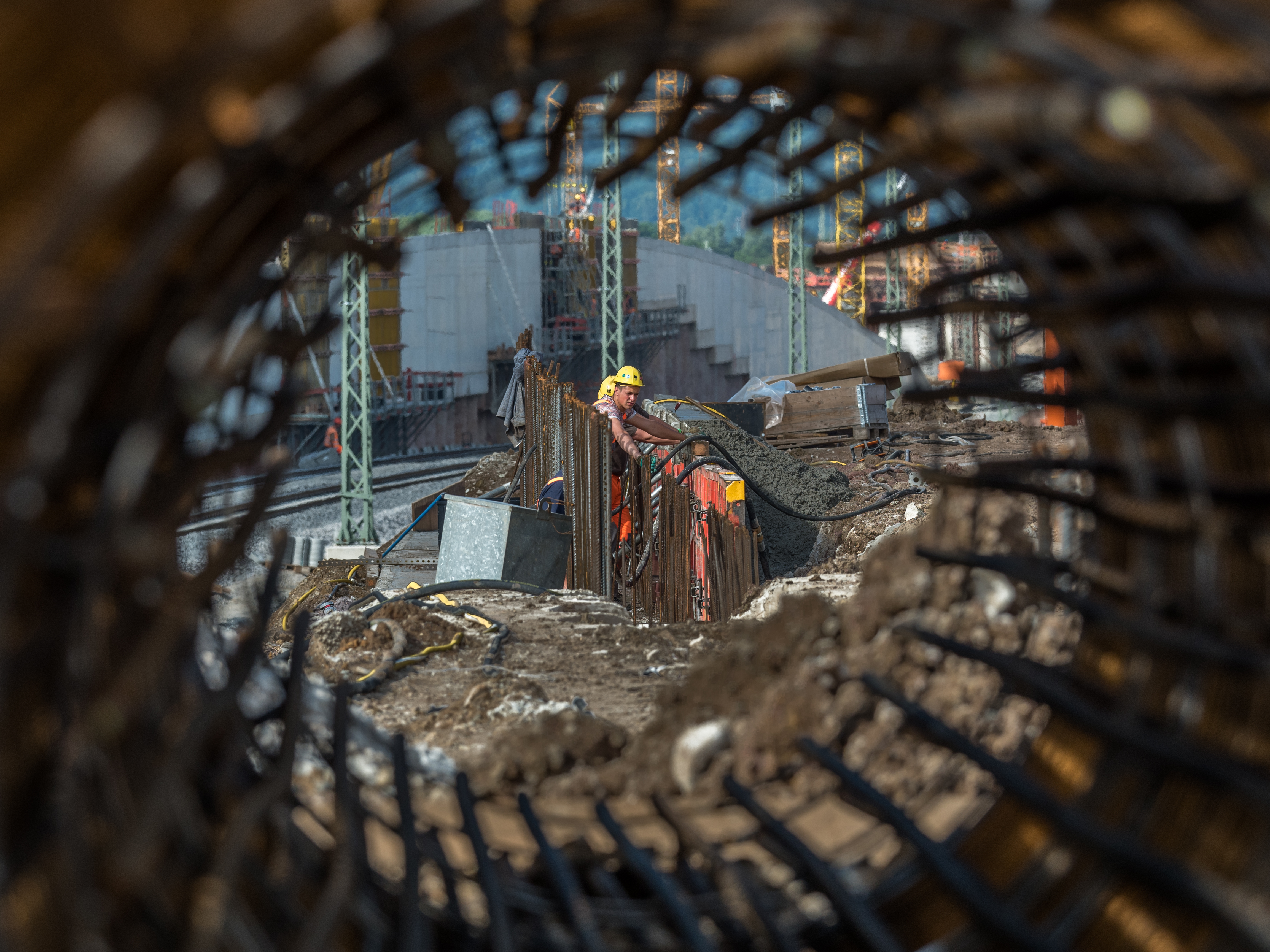
Construction de la ligne de transport ferroviaire en Allemagne Nuremberg-Ebensfeld sur la LGV Nuremberg – Erfurt.

Sur l'ensemble du territoire fédéral, le réseau ferroviaire allemand va bénéficier d'un investissement de 86 milliards d'euros entre 2020 et 2030. L'objectif étant de moderniser et de mettre en règle certaines parties du réseau, en généralisant l'électrification par caténaires à la totalité du réseau principal. L'idée serait de rendre le rail plus attractif pour les utilisateurs. À l'heure actuelle, il n'est pas prévu de construire de nouvelles sections à grande vitesse. 
L'investissement fait partie du plan climat du gouvernement fédéral afin de favoriser un transport moins polluant et plus économique. Selon l'ancien ministre fédéral des Transports, Andreas Scheuer, il s'agit « du plus important programme de modernisation jamais mené en Allemagne. ».
S'avérant trop couteux, le train à hydrogène ne roule que sur une seule ligne dans le Land de Basse Saxe.
À partir de 2023, le réseau ferroviaire allemand connait une multitude de problèmes graves sur l'ensemble du territoire fédéral ainsi que le développement de nouveaux trains.  